# Ursula Kuczynski
Ursula Kuczynski (Schöneberg, 15 de mayo de 1907 - Berlín, 7 de julio de 2000) también conocida como Ruth Werner, Ursula Beurton y Ursula Hamburger, fue una activista comunista alemana que espió para la Unión Soviética en las décadas de 1930 y 1940, más famosa por ser el contacto del traidor científico  nuclear Klaus Fuchs. Se escapó a Alemania del Este en 1950 cuando Fuchs fue desenmascarado y publicó una serie de libros relacionados con sus actividades de espionaje, incluida su autobiografía más vendida, Sonjas Rapport.
Las fuentes relacionadas con su trabajo de espionaje en las décadas de 1930/40 a veces usan el pseudónimo que originalmente le sugirió en Shanghai su compañero agente de inteligencia Richard Sorge: "Sonja", "Sonja Schultz" o, después que se mudó a Gran Bretaña, "Sonya".

## Biografía

### Primeros años
Ursula Maria Kuczynski nació en Schöneberg, Prusia, Imperio Alemán el 15 de mayo de 1907, la segunda de los seis hijos del conocido economista y demógrafo Robert René Kuczynski y su esposa Berta Kuczynski ( né e Gradenwitz), pintor. La familia era judía no practicante Úrsula tenía cuatro hermanas menores: Brigitte (nacida en 1910), Barbara (nacida en 1913), Sabine (nacida en 1919) y Renate (nacida en 1923), y un hermano mayor, Jürgen (nacido en 1904) más tarde se convertiría en un distinguido historiador-economista con una importante actividad en el espionaje soviético. Los niños recibieron una buena formación académica y la familia era próspera, empleando a un cocinero, un jardinero, dos sirvientes y una niñera. Ursula creció en una pequeña villa en el lago Schlachtensee en el distrito de Zehlendorf en el suroeste de Berlín. Cuando tenía once años consiguió un papel en la pantalla en The House of Three Girls (1918), la versión cinematográfica de Das Dreimäderlhaus.
Asistió al Lyzeum (escuela secundaria) en Zehlendorf y más tarde, entre 1924 y 1926, realizó un aprendizaje como vendedora de libros. Ya se había unido, en 1924, a la Free Employees league (la liga de Empleados Libres) de tendencia izquierdista (AfA-Bund), y ese año también se unió a los Jóvenes Comunistas (KJVD) y al Socorro Rojo de Alemania (Rote Hilfe). En mayo de 1926, el mes de su decimonoveno cumpleaños, Ursula Kuczynski se unió al Partido Comunista de Alemania.

### Biblioteconomía, matrimonio y política
En 1926/27 asistió a una academia de biblioteconomía mientras trabajaba en una biblioteca de préstamos. Luego comenzó a trabajar en Ullstein Verlag, una gran editorial de Berlín. Sin embargo, perdió este trabajo en 1928 después de participar en una manifestación del Primero de Mayo y/o debido a su membresía en el Partido Comunista. Entre diciembre de 1928 y agosto de 1929 trabajó en una librería de Nueva York antes de regresar a Berlín, donde se casó con su primer marido, Rudolf Hamburger, que era arquitecto y miembro del Partido Comunista. También fue en esa época cuando puso en marcha la Biblioteca de Trabajadores Marxistas (MAB) en Berlín. Dirigió la MAB entre agosto de 1929 y junio de 1930.

### Espionaje

#### China
Junto con su marido se trasladó, en julio de 1930, a Shanghai donde un frenético boom de la construcción brindaba buenas oportunidades para el trabajo arquitectónico de Hamburger. Ella permanecería en China hasta 1935. Fue aquí donde nació el hijo de la pareja, el estudioso de Shakespeare Maik Hamburger, en febrero de 1931. Después de haber estado en Shanghai durante poco más de cuatro meses, la periodista estadounidense Agnes Smedley le presentó a otro expatriado alemán, Richard Sorge, que se presentaba como periodista, y que es fundamentalmente recordado como "Ramsai ", agente activo de la Dirección de Inteligencia Soviética (GRU). La información es vaga en relación con si los Hamburger ya trabajaban para el GRU antes de partir de Alemania hacia China, pero en cualquier caso fue después del encuentro con Sorge que entre 1930 y 1935 "Sonja" (el nombre con el que Kuczynski era conocida en El Servicio (significa lirón en ruso) operaba una red de espías rusa bajo la dirección de Sorge.
En otoño de 1931 tuvo que enviar a su hijo Maik a vivir con los padres de su esposo (entonces trasladados de Alemania a Checoslovaquia) cuando fue enviada a Moscú, donde realizó una sesión de entrenamiento de siete meses antes de regresar a China. Le preocupaba que si hubiera viajado con su bebé, sin darse cuenta, podría haber descubierto su tapadera más tarde soltando palabras en ruso. También fue durante este período que aprendió varios aspectos prácticos de las naves espías. Entre ellos, habilidades de operador de radio que eran muy apreciadas en el mundo del espionaje: aprendió a construir y operar un receptor de radio, convirtiéndose en una usuaria excepcionalmente capaz y precisa del código Morse. Entre marzo y diciembre de 1934 estuvo en Shenyang en Manchuria, que había estado bajo ocupación militar japonesa desde 1931. Allí conoció al agente principal del GRU que trabajaba bajo el nombre de "Ernst". Sonja y Ernst tuvieron un romance que resultaría en el nacimiento de su hija Janina en abril de 1936. Su esposo Rudolf Hamburger reconoció generosamente a "Nina" como si fuera su propia hija. Sin embargo, al GRU le preocupaba que el romance con Ernst pudiera llevar al desenmascaramiento de ambos agentes, y fue llamada con Rudolf a Moscú en agosto de 1935. En septiembre de 1935 ambos fueron enviados a Polonia donde, aparte de al menos una visita más prolongada a Moscú, permanecerían hasta el otoño de 1938. En 1937 los soviéticos le otorgaron la Orden de la Bandera Roja por su trabajo de espionaje en China. Sin siquiera usar uniforme, ahora tenía el rango de coronel en el ejército soviético.

#### Suiza
Entre el otoño de 1938 y diciembre de 1940, como agente "Sonja Schultz", vivió, todavía con su marido Rudolf Hamburger, en Suiza, donde era una de los llamados "tres rojos", junto con Sándor Radó: entre sus funciones estaba la de trabajar como operadora de radio especializada, aplicando las habilidades técnicas adquiridas durante sus visitas a Moscú a principios de la década. Los códigos que usaba para enviar información a Moscú desde su pequeña casa en Caux, una caminata de tres horas hacia las montañas sobre Montreux, nunca han sido descifrados. En Suiza, que fue donde acabó su matrimonio con Rudolf Hamburger,  colaboró con la red de espías Lucy y participó en el reclutamiento de agentes para infiltrarse en Alemania. Después de la toma de control nazi de Danzig en otoño de 1939, también estableció un grupo de resistencia en la antigua ciudad libre.

#### Inglaterra
Se divorció más tarde ese mismo año, y a principios de 1940, mientras aún estaba en Suiza, se casó con su segundo marido. Len Beurton trabajaba para el GRU soviético igual que ella y, al igual que Kuczynski, tenía una gama de nombres inusualmente amplia. También tenía pasaporte británico, y al casarse con él, la Agente Sonya también adquirió automáticamente un pasaporte británico. Enviada por el GRU, ella y su nuevo esposo ahora se mudaron de Suiza a Inglaterra, donde permanecería durante el resto de la década de 1940 y donde nació su segundo hijo a fines del verano de 1943. Se habían establecido en el norte de Oxford, pero pronto se trasladaron a la primera de una sucesión de pueblos cercanos, instalándose inicialmente en Glympton y luego en Kidlington. En mayo de 1945, los Beurton se trasladaron de nuevo a una casa más grande en el pueblo de Great Rollright, donde permanecieron hasta 1949-50, estando tan integrados en la comunidad del pueblo que sus padres, que eran visitantes frecuentes en Oxfordshire después de que terminó la guerra, y ambos murieron en 1947, están enterrados en el cementerio de Great Rollright. En cada propiedad de Oxfordshire en la que vivía, la Agente Sonya instaló un receptor y transmisor de radio (que durante la guerra era ilegal). Vivir en Oxfordshire los colocó convenientemente cerca de sus padres quienes habían emigrado a Londres después de 1933 y luego vivían con amigos en Oxford debido a los ataques aéreos en Londres.
Las casas de los Beurtons en Oxfordshire también estaban cerca del Centro de Investigación Atómica del Reino Unido en Harwell y del Palacio de Blenheim, adonde una gran parte del servicio de inteligencia británico se trasladó al comienzo de la guerra. En Oxfordshire, junto con Erich Henschke, trabajó en la infiltración de exiliados comunistas alemanes en la Agencia de Inteligencia de Estados Unidos. Para el otoño de 1944, ella y Henschke habían logrado penetrar en las actividades del Servicio de Inteligencia de los Estados Unidos (OSS) en el Reino Unido. Los estadounidenses estaban en este momento preparando la "Operación Martillo" para lanzar en paracaídas a los exiliados alemanes con base en el Reino Unido sobre Alemania. Ursula Beurton pudo asegurar que un número sustancial de los agentes de la OSS en paracaídas fueran comunistas de confianza, capaces y dispuestos a hacer que la inteligencia interna del "Tercer Reich" estuviera disponible no solo para el ejército estadounidense en Washington, sino también para Moscú.
Desde 1943 también trabajó como mensajera para los "espías atómicos " de la URSS, Klaus Fuchs y Melita Norwood. La agente Sonya aceleró así el desarrollo de la bomba atómica soviética, probada con éxito en 1949. Además de los espías de alto perfil Klaus Fuchs y Melita Norwood, Sonya fue la encargada para el Directorio Principal del Alto Estado Mayor de las Fuerzas Armadas de la Federación de Rusia, más conocido como el GRU de (entre otros) un oficial de la Royal Air Force británica y un especialista británico en radar submarino. También pudo transmitir a sus empleadores soviéticos información de su hermano, su padre y otros alemanes exiliados en Inglaterra. De hecho, fue su hermano Jürgen Kuczynski, un economista respetado internacionalmente, quien originalmente reclutó a Fuchs para espiar para los soviéticos a fines de 1942.
Muchos años después, Ruth Werner (como se la habría conocido en ese momento) recordaba dos,visitas de representantes del MI5 en 1947 que le preguntaban sobre sus vínculos con el GRU , lo que Werner se negó a discutir. Las simpatías comunistas de Werner no eran un secreto, pero parece que las sospechas británicas no estaban suficientemente respaldadas por pruebas para justificar su arresto. Sus visitantes o no estaban al tanto o no estaban preocupados por sus reuniones periódicas, y aparentemente casuales, con Fuchs en Banbury o por sus paseos en bicicleta por el campo. En ese momento, los servicios de inteligencia británicos parecen no haber considerado serias sus sospechas. Sin embargo, dos años después, la detonación de la primera bomba atómica soviética reorientó las prioridades dentro del MI5. Fuchs fue arrestado a fines de 1949; en enero de 1950 fue juzgado y confesó que era un espía. El día antes de que comenzara su juicio, temiendo estar a punto de ser desenmascarada, la agente Sonya huyó de Inglaterra. En marzo de 1950, después de dos décadas lejos de su ciudad natal, regresó a Berlín. Fuchs finalmente la identificó como su contacto soviético en noviembre de 1950. Los aspectos relacionados con su amistad con Melita Norwood solo fueron descubiertos varias décadas más tarde.

### De vuelta en la RDA
Alemania había cambiado. Ursula Beurton regresó a Berlín Oriental, a lo que había sido la zona de ocupación soviética y se estaba convirtiendo en la República Democrática Alemana, en octubre de 1949. Un proceso sistemático de construcción de la nación había estado en marcha durante varios años antes de 1949, comenzando con la llegada de Moscú de 30 comunistas alemanes exiliados bien preparados a Berlín a principios de mayo de 1945, encabezados por Walter Ulbricht. El Partido Comunista de Alemania se había fusionado en abril de 1946 con los elementos de Alemania Oriental del Partido Socialdemócrata (SPD), para formar el Partido de Unidad Socialista de Alemania (SED / Sozialistische Einheitspartei Deutschlands ) . A su llegada a Berlín Oriental, Beurton se unió al SED. También renunció al GRU. Después de dedicarse al periodismo y otros trabajos relacionados, se convirtió en escritora. En 1950, fue nombrada jefa de la División de Países Capitalistas en el Departamento Central de Información Extranjera de la Oficina de Información del Gobierno. Más tarde fue despedida, según los informes, porque se olvidó de cerrar la puerta de la caja fuerte. Entre 1953 y 1956 trabajó en la Cámara de Comercio de Comercio Exterior.
como Ursula Beurton :
- Immer unterwegs. Reportaje aus Prag über die Tätigkeit unserer Ingenieure im Ausland. Verlag Die Wirtschaft: Berlín 1956

como Ruth Werner :
- Ein ungewöhnliches Mädchen. Verlag Neues Leben: Berlín 1958
- Olga Benario. Die Geschichte eines tapferen Lebens. Verlag Neues Leben: Berlín 1961
- Über hundert Berge. Verlag Neues Leben: Berlín 1965
- Ein Sommertag. Verlag Neues Leben: Berlín 1966
- In der Klinik. Verlag Neues Leben: Berlín 1968
- Muhme Mehle. Neuauflage: Spotless: Berlín 2000
- Kleine Fische - Große Fische. Publizistik aus zwei Jahrzehnten. Verlag Neues Leben: Berlín 1972
- Die gepanzerte Doris. Kinderbuchverlag: Berlín 1973
- Ein sommerwarmer Februar. Kinderbuchverlag: Berlín 1973
- Der Gong des Porzellanhändlers. Verlag Neues Leben: Berlín 1976
- Vaters liebes gutes Bein. Kinderbuchverlag: Berlín 1977
- Gedanken auf dem Fahrrad. Verlag Neues Leben: Berlín 1980
- Kurgespräche. Verlag Neues Leben: Berlín 1988
- Sonjas Rapport. (autobiográfico) Primera edición "completa" en alemán, Verlag Neues Leben (Eulenspiegel Verlagsgruppe) 2006 (edición original "censurada" 1977),ISBN 3-355-01721-3

#### La escritora
Su breve publicación (64 páginas) "Immer unterwegs. Reportage aus Prag über die Tätigkeit unserer Ingenieure im Ausland "se publicó con el nombre de “Ursula Beurton” en Berlín en 1956.
Entre 1958 y 1988, produjo una sucesión de libros con el nombre por el que posteriormente se la conocería, Ruth Werner. La mayoría eran libros de cuentos para niños o memorias debidamente expurgadas de su época como espía. Su autobiografía apareció en Alemania Oriental bajo el título "Sonjas Rapport" (Informe de Sonya) y se convirtió en un éxito de ventas. No mencionaba a Klaus Fuchs, que todavía estaba vivo en 1976 y, presumiblemente por la misma razón, tampoco a Melita Norwood. En 1991 apareció una versión en inglés y en 1999 una traducción al chino. Una versión en alemán sin censura no se publicó hasta 2006, aunque muchas preguntas aún quedan sin respuesta.
En 1982, Ruth Werner se convirtió en miembro de la filial de Alemania Oriental de PEN International.

### Die Wende
Cuando la existencia de la República Democrática Alemana llegó a su fin a fines de la década de 1980, Ruth Werner fue una de las pocas en defenderla. El 10 de noviembre de 1989, inmediatamente después de la caída del Muro, se dirigió a decenas de miles de personas en una reunión en el Lustgarten de Berlín (parque de atracciones) sobre su fe en el socialismo con rostro humano. Durante el período previo a la reunificación alemana, puso gran fe en Egon Krenz, que fue brevemente líder de Alemania Oriental.
Parece que nunca se arrepintió ni vio la necesidad de disculparse por su espionaje. En 1956, cuando Nikita Khrushchev hizo público el rostro más oscuro de la Rusia comunista bajo Stalin, fue invitada a comentarlo. Ella se mostró reacia a unirse a las críticas al líder soviético en tiempos de guerra: No siempre era fácil [para las autoridades soviéticas] diferenciar entre los errores de los camaradas honestos y las acciones de los opositores imperialistas. Con tantos culpables podía ocurrir que los inocentes se vieran atrapados. (Es war nicht immer leicht, zwischen Fehlern ehrlicher Genossen und Taten des imperialistischen Gegners zu unterscheiden. Bei so vielen Schuldigen konnte es schon geschehen, dass auch Unschuldige mit betroffen waren.)
Murió en Berlín el 7 de julio de 2000. Entrevistada ese año, unos meses antes de su muerte, se le preguntó sobre las consecuencias de " Die Wende ", los cambios que habían llevado a la reunificación alemana (que muchos de sus seguidores todavía veían como una anexión pacífica de Alemania Oriental por Alemania Occidental):
La llamada “Caída” no cambia en absoluto mi opinión sobre cómo debería ser el mundo. Pero me genera cierta desesperanza que nunca antes tuve.
(Die sogenannte Wende wirkt sich nicht auf meine Weltanschauung aus. Aber es macht sich eine gewisse Hoffnungslosigkeit breit, wie ich sie vorher noch nie gehabt habe.)

## Evaluación
Desde 1989, existe más información pública sobre al menos algunos de sus logros de espionaje, y ha aumentado el reconocimiento de las habilidades excepcionales de Ruth Werner. En opinión de un historiador que ha estudiado su carrera, fue "una de las principales espías jamás producidas por la Unión Soviética y su penetración de los secretos de Gran Bretaña y el MI5 posiblemente fue mucho más profunda de lo que se pensaba en el momento en que estaba operativa". Un jefe del GRU no identificado observó durante la guerra: "Si tuviéramos cinco Sonyas en Inglaterra, la guerra terminaría antes". La propia Werner era más humilde sobre su contribución: "Yo simplemente trabajaba como mensajero" ("Ich arbeitete ja bloß als Kurier." )
Lo que es incontrovertible es que se involucró en un comercio excepcionalmente de alto riesgo en nombre de la máquina de inteligencia de Stalin sin ser disparada por el enemigo o enviada al Gulag por su propio lado. Su primer marido, el padre de su primer hijo, Rudolf Hamburger, que también trabajaba para la inteligencia soviética, cayó en desgracia con el régimen soviético en 1943 y fue deportado al Gulag en el este de la Unión Soviética. Fue liberado en 1952, pero permaneció oficialmente "prohibido" y fue enviado a Ucrania, y solo se le permitió regresar a Alemania en 1955. Este tipo de experiencia no fue nada inusual entre los espías soviéticos. Sandór Radó, con quien había trabajado tan estrechamente en las colinas sobre Ginebra, también pasó muchos años como invitada del Gulag ruso. Richard Sorge, quien probablemente la reclutó para trabajar para Moscú en primer lugar, fue capturado y ahorcado por los japoneses. En lo que respecta a su historia, ha pasado a ser de dominio público, Werner no sufrió nada más desgarrador que un par de reuniones puntuales pero, en última instancia, inconclusas con agentes de inteligencia británicos en 1947. Pudo escapar a Alemania Oriental antes de que sus actividades de espionaje se convirtieran en objeto de cualquier juicio u otro proceso retributivo. La simple supervivencia representó un logro considerable en las circunstancias de sus dos décadas en el espionaje, y parece justificar los epítetos mediáticos que atrajo en el sentido de que era "la mejor espía de Stalin" (" Stalins beste Spionin ").